# Otok (město)
Otok (srbsky Оток, maďarsky Atak) je město v Chorvatsku ve Vukovarsko-sremské župě. Nachází se asi 22 km jihozápadně od Vukovaru. V roce 2011 žilo v celé městské opčině 6 343 obyvatel, z čehož 4 694 obyvatel žilo v samotném Otoku a 1 649 v připadající vesnici Komletinci. Drtivá většina místních obyvatel je chorvatské národnosti (99,31 %).
Otok leží na silnici D537, blízko též prochází dálnice A3. Sousedními městy jsou Vinkovci a Županja, sousedními opčinami Nijemci, Privlaka a Vrbanja. Městem rovněž prochází trať Vinkovci–Gunja. V rámci ekonomického rozvoje města byla východně od něj (blízko vesnice Komletinci) zbudována na začátku 21. století malá průmyslová zóna.
V obci se nacházejí dvě základní školy, blízko Otoka se rozkládá také přírodní park Virovi. Místní katolický kostel, který se nachází ve středu města, je zasvěcen sv. Antonínovi (Ante). Mezi místní kulturní patmátky patří například budova mlýna z 19. století s názvem Suvara.